# خواننده سال گالوپ کره

خواننده سال گالوپ کره (کره‌ای: 한국갤럽 올해를 빛낸 가수 ۱위) سالانه از طریق چندین نظرسنجی عمومی که گالوپ کره در سراسر کره جنوبی برگزار می‌کند، انتخاب می‌شود. از سال ۲۰۲۰، این نظرسنجی در دو دسته‌بندی سنی انجام می‌شود: ۱۳ تا ۳۹ سال و ۴۰ سال به بالا.

## فهرست گیرنده‌ها

### دهه ۲۰۰۰
| سال  | خواننده(ها) | رأی ٪ | منابع |
| ---- | ----------- | ----- | ----- |
| ۲۰۰۷ | واندر گرلز  | ۲۸٫۲٪ | [ ۳ ] |
| ۲۰۰۸ | واندر گرلز  | ۲۲٫۲٪ | [ ۳ ] |
| ۲۰۰۹ | گرلز جنریشن | ۲۹٫۸٪ | [ ۴ ] |

### دهه ۲۰۱۰
| سال  | خواننده(ها)   | رأی ٪ | منابع  |
| ---- | ------------- | ----- | ------ |
| ۲۰۱۰ | گرلز جنریشن   | ۳۱٫۵٪ | [ ۵ ]  |
| ۲۰۱۱ | گرلز جنریشن   | ۲۶٫۱٪ | [ ۶ ]  |
| ۲۰۱۲ | سای           | ۲۴٫۴٪ | [ ۲ ]  |
| ۲۰۱۳ | چو یونگ پیل   | ۱۷٫۶٪ | [ ۷ ]  |
| ۲۰۱۴ | آی‌یو          | ۱۲٫۹٪ | [ ۸ ]  |
| ۲۰۱۵ | بیگ‌بنگ        | ۱۵٫۵٪ | [ ۹ ]  |
| ۲۰۱۶ | ایم چانگ جونگ | ۱۱٫۸٪ | [ ۱۰ ] |
| ۲۰۱۷ | آی‌یو          | ۱۵٫۲٪ | [ ۱۱ ] |
| ۲۰۱۸ | بی‌تی‌اس        | ۲۴٫۴٪ | [ ۱۲ ] |
| ۲۰۱۹ | بی‌تی‌اس        | ۲۶٫۳٪ | [ ۱۳ ] |

### دههٔ ۲۰۲۰
| double-dagger | دسته‌بندی انتخاب شده توسط پاسخ‌دهندگان در گروه سنی ۱۳ تا ۳۹ سال   |
| dagger        | دسته‌بندی انتخاب شده توسط پاسخ‌دهندگان در گروه سنی ۴۰ سال به بالا |

| سال  | خواننده(ها)   | رأی ٪ | منابع  |
| ---- | ------------- | ----- | ------ |
| ۲۰۲۰ | بی‌تی‌اس        | ۳۹٫۲٪ | [ ۱ ]  |
| ۲۰۲۰ | لیم یونگ وونگ | ۳۶٫۹٪ | [ ۱ ]  |
| ۲۰۲۱ | بی‌تی‌اس        | ۴۵٫۶٪ | [ ۱۴ ] |
| ۲۰۲۱ | لیم یونگ وونگ | ۳۶٫۳٪ | [ ۱۴ ] |
| ۲۰۲۲ | بی‌تی‌اس        | ۲۹٫۴٪ | [ ۱۵ ] |
| ۲۰۲۲ | لیم یونگ وونگ | ۳۳٫۰٪ | [ ۱۵ ] |
| ۲۰۲۳ | نیوجینز       | ۲۵٫۷٪ | [ ۱۶ ] |
| ۲۰۲۳ | لیم یونگ وونگ | ۳۷٫۸٪ | [ ۱۶ ] |
| ۲۰۲۴ | نیوجینز       | ۲۵٫۵٪ | [ ۱۷ ] |
| ۲۰۲۴ | لیم یونگ وونگ | ۳۳٫۹٪ | [ ۱۷ ] |

## نگارخانه

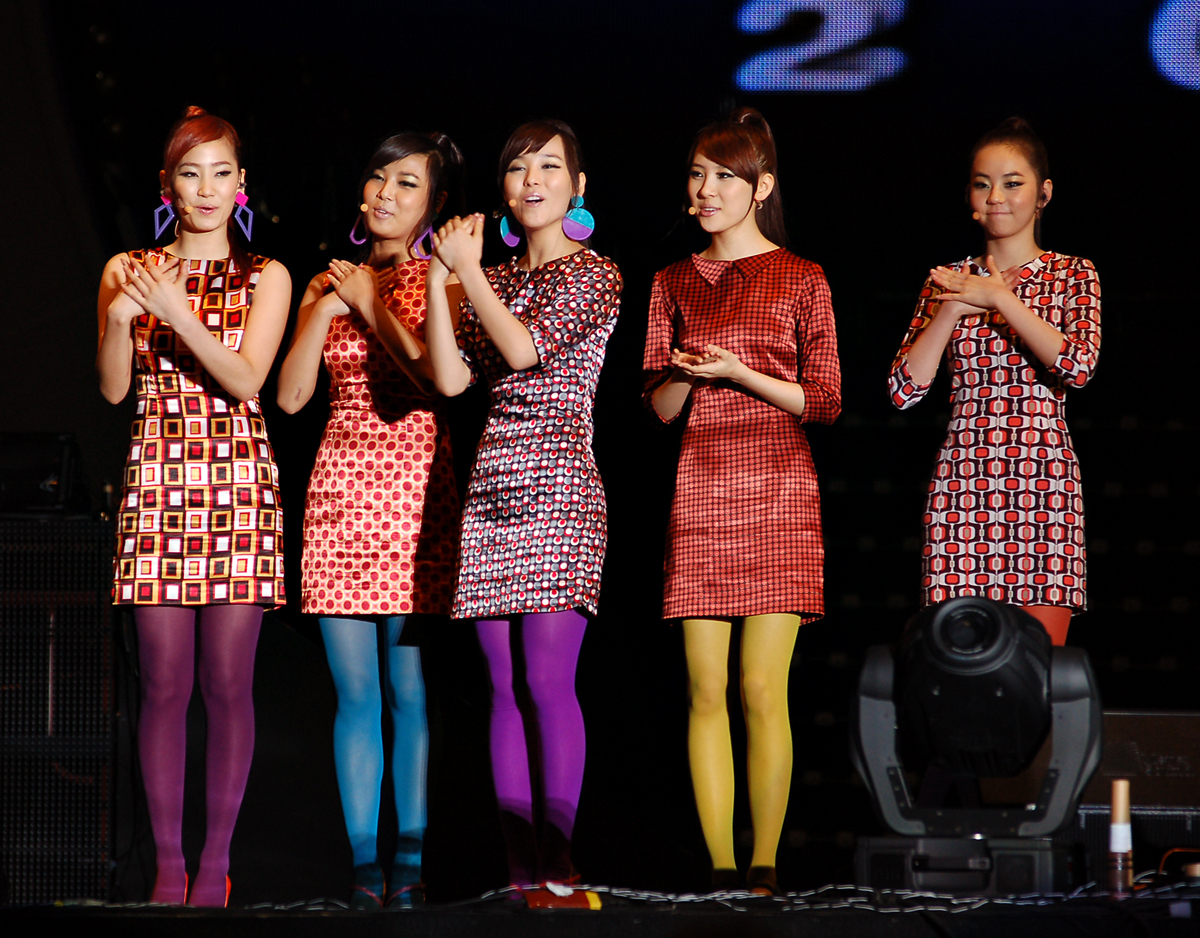
واندر گرلز (۲۰۰۷–۰۸)
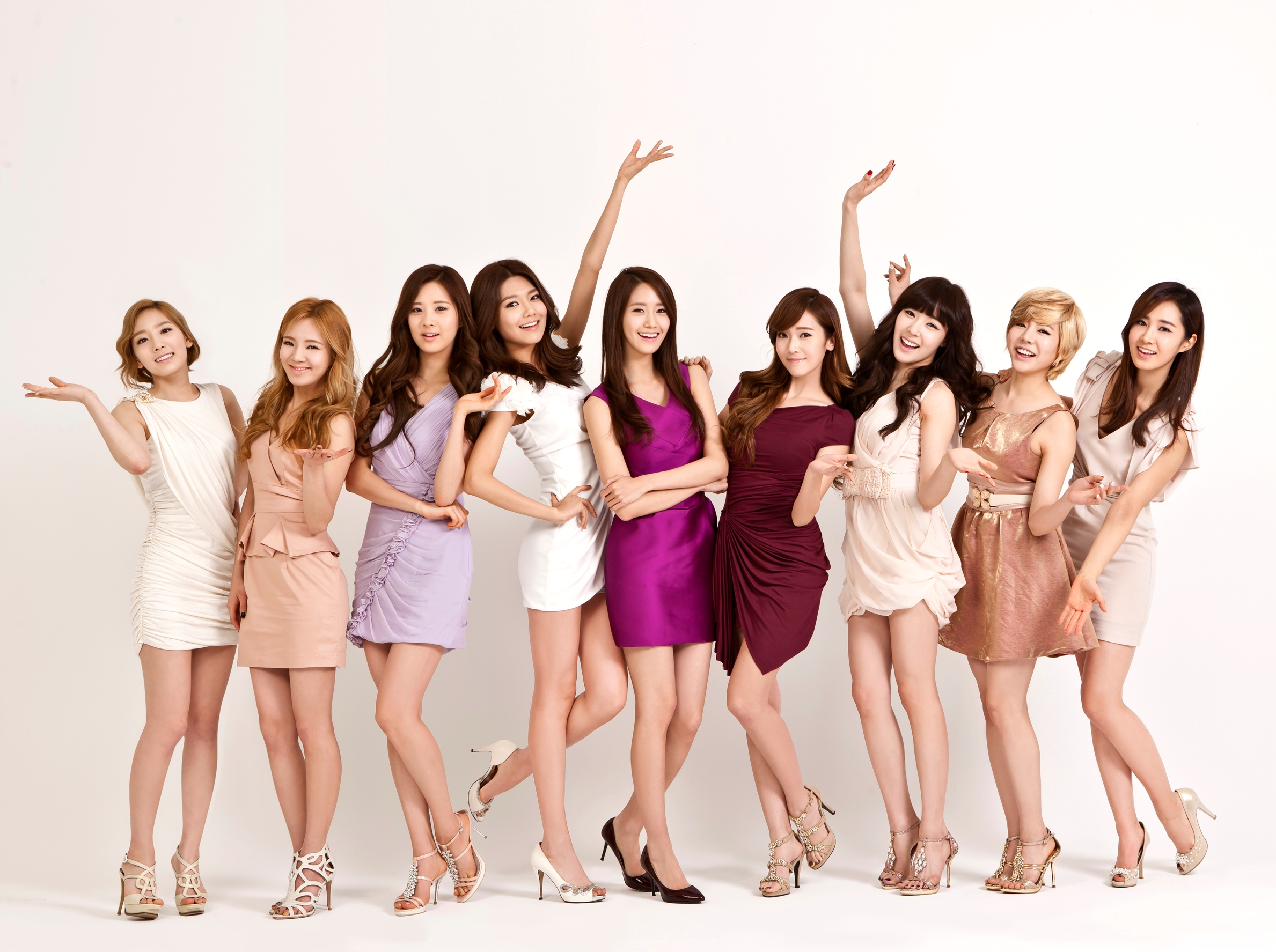
گرلز جنریشن (۲۰۰۹–۱۱)
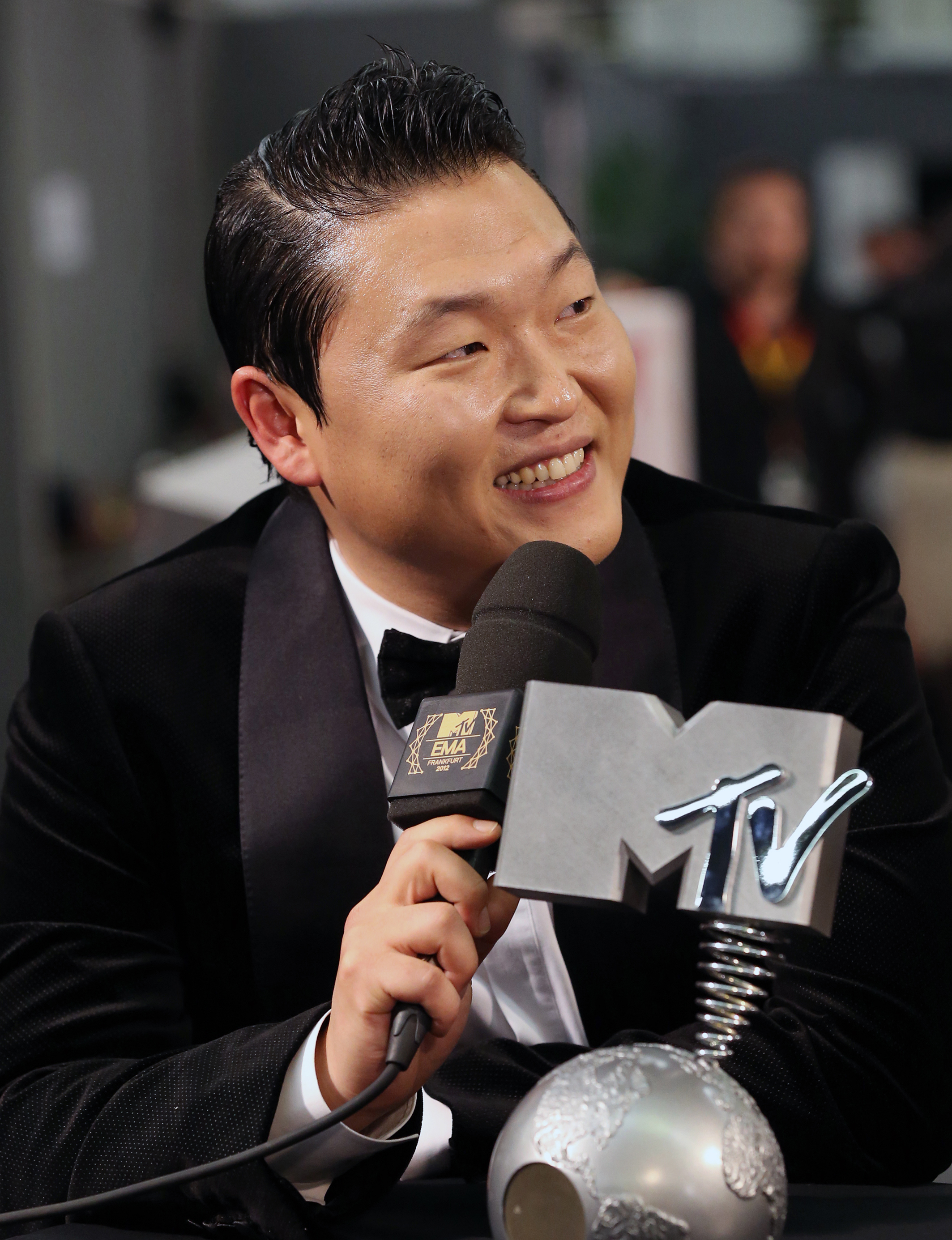
سای (۲۰۱۲)
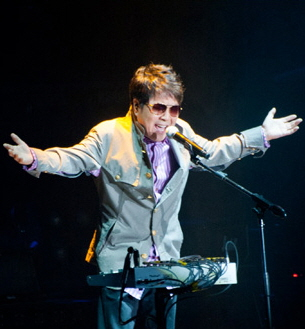
چو یونگ پیل (۲۰۱۳)
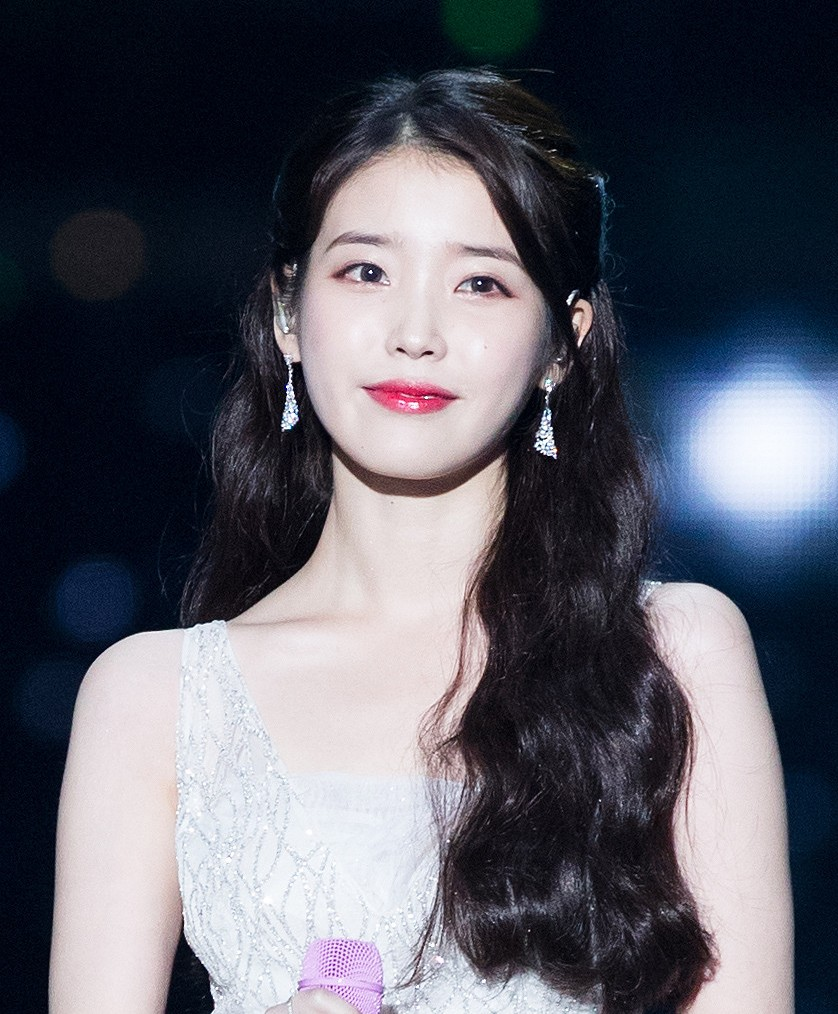
آی‌یو (2014 and 2017)
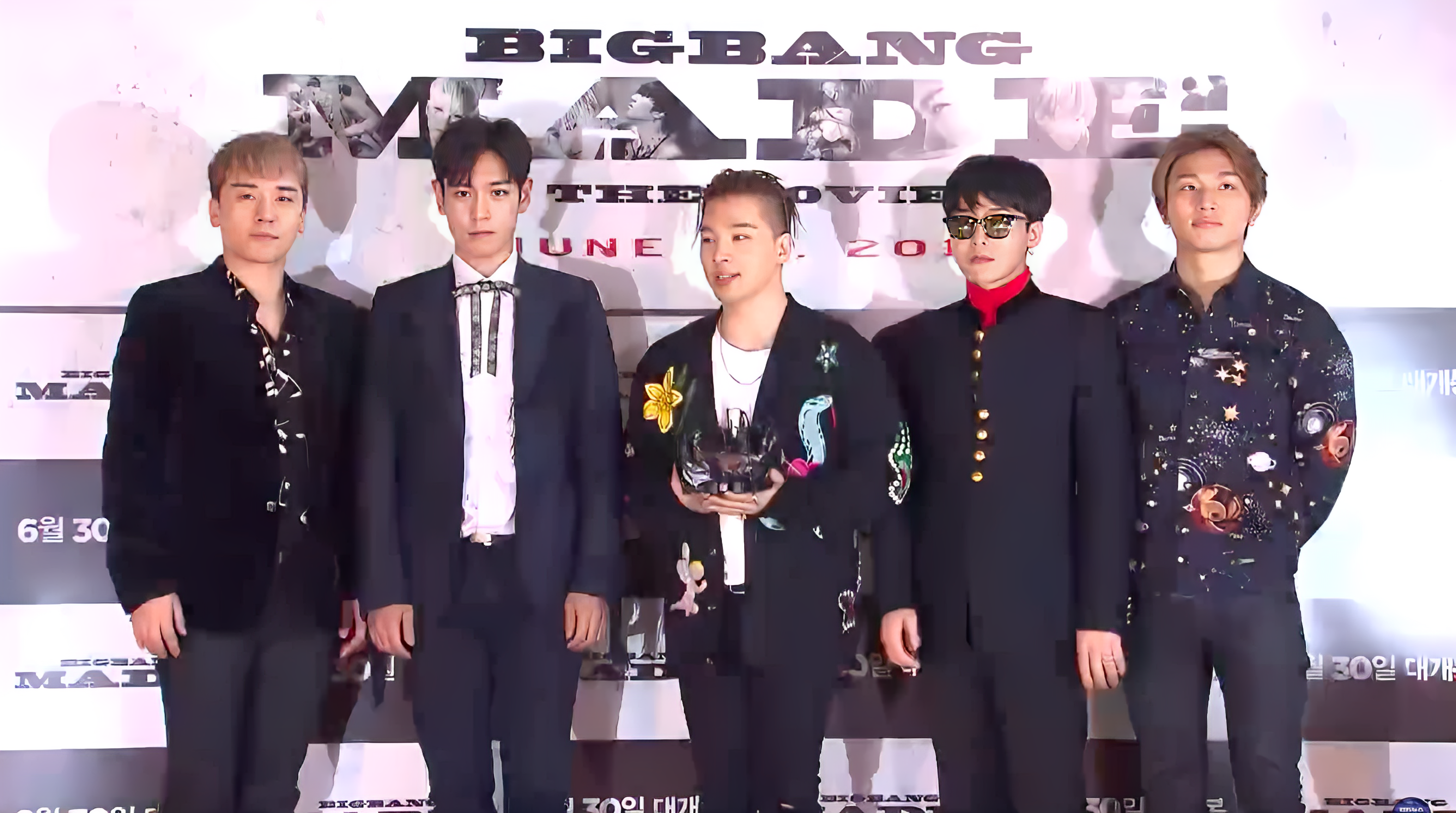
بیگ‌بنگ (۲۰۱۵)
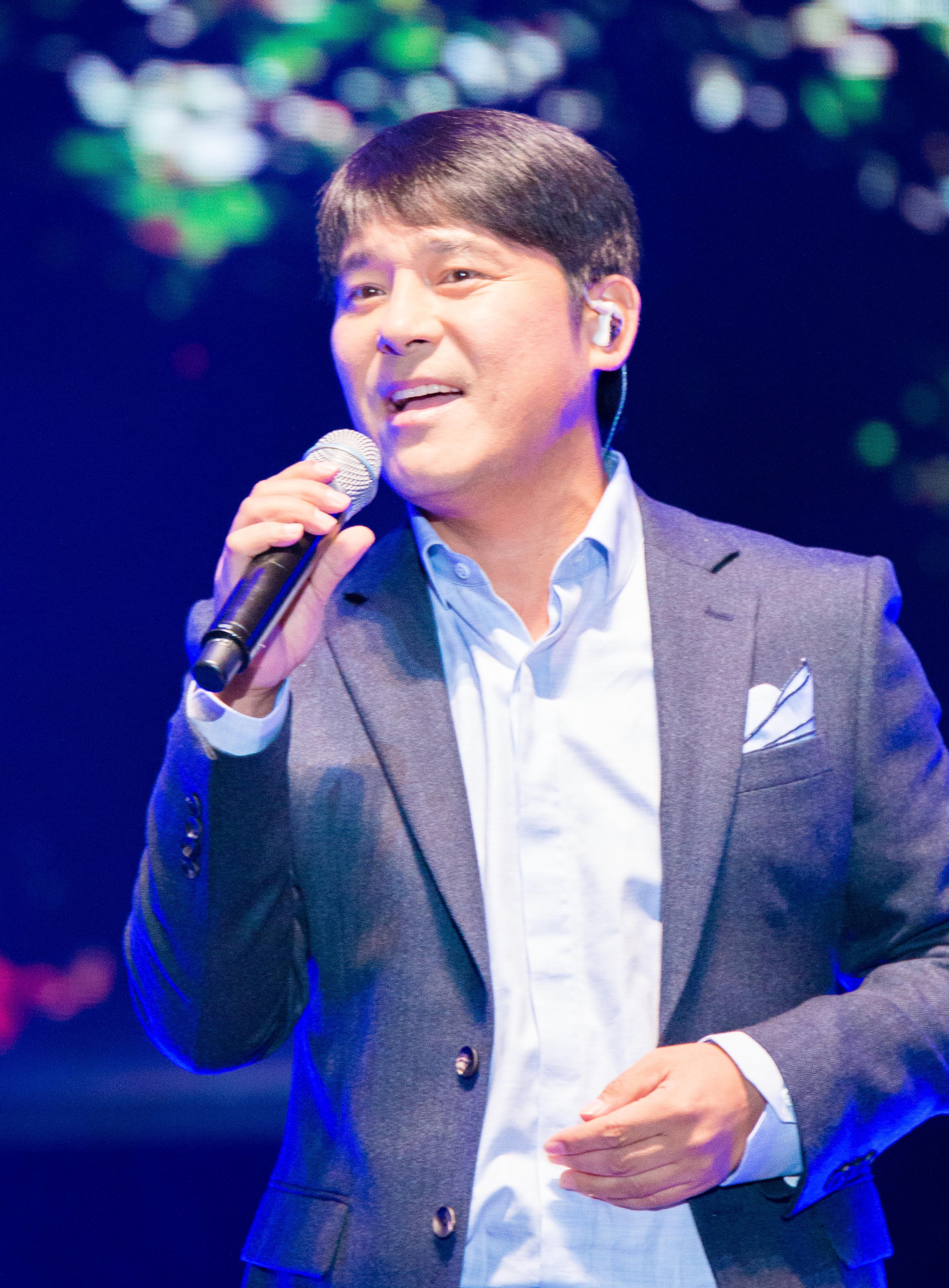
ایم چانگ جونگ (۲۰۱۶)
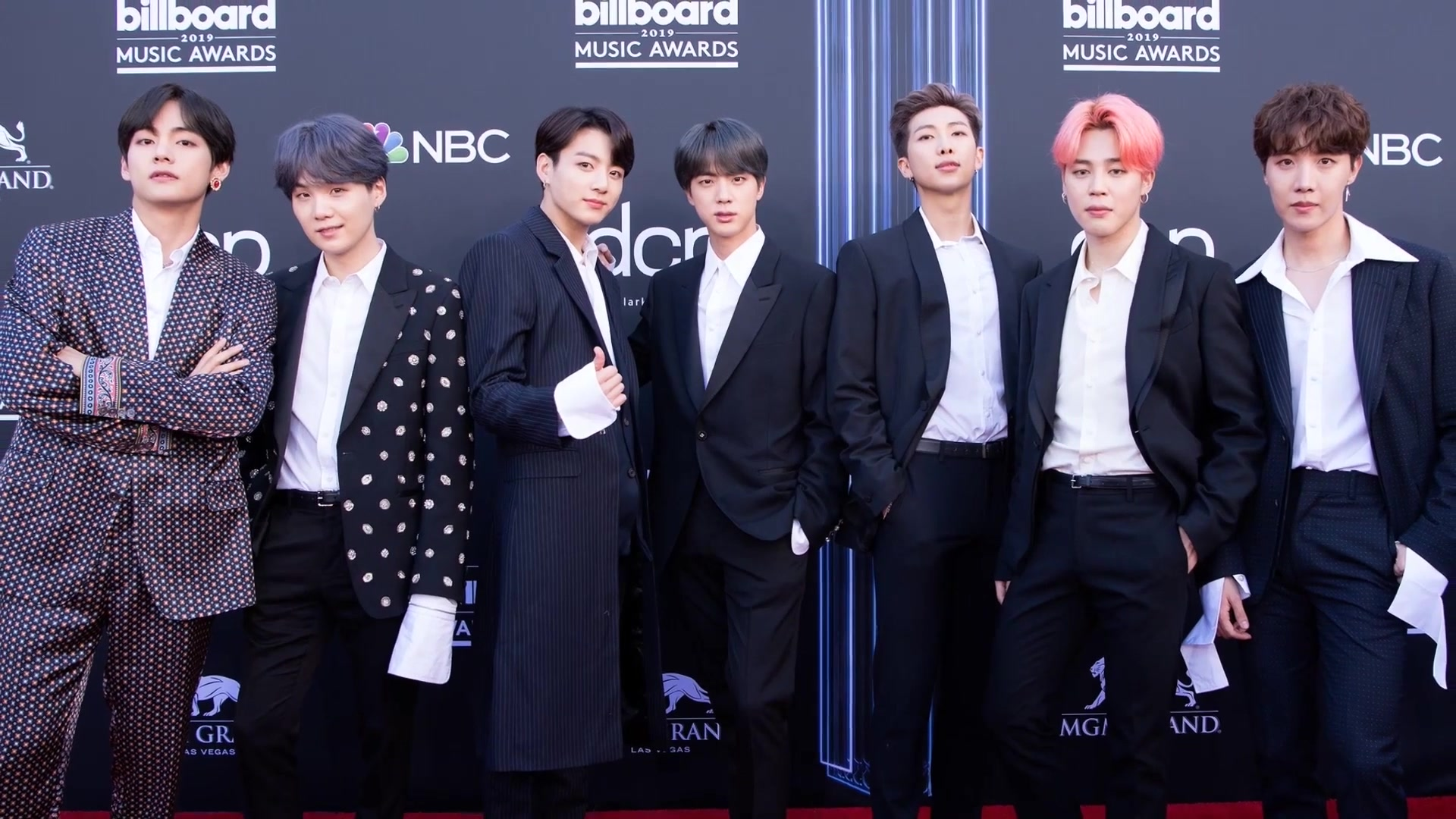
بی‌تی‌اس (۲۰۱۸–۲۲)
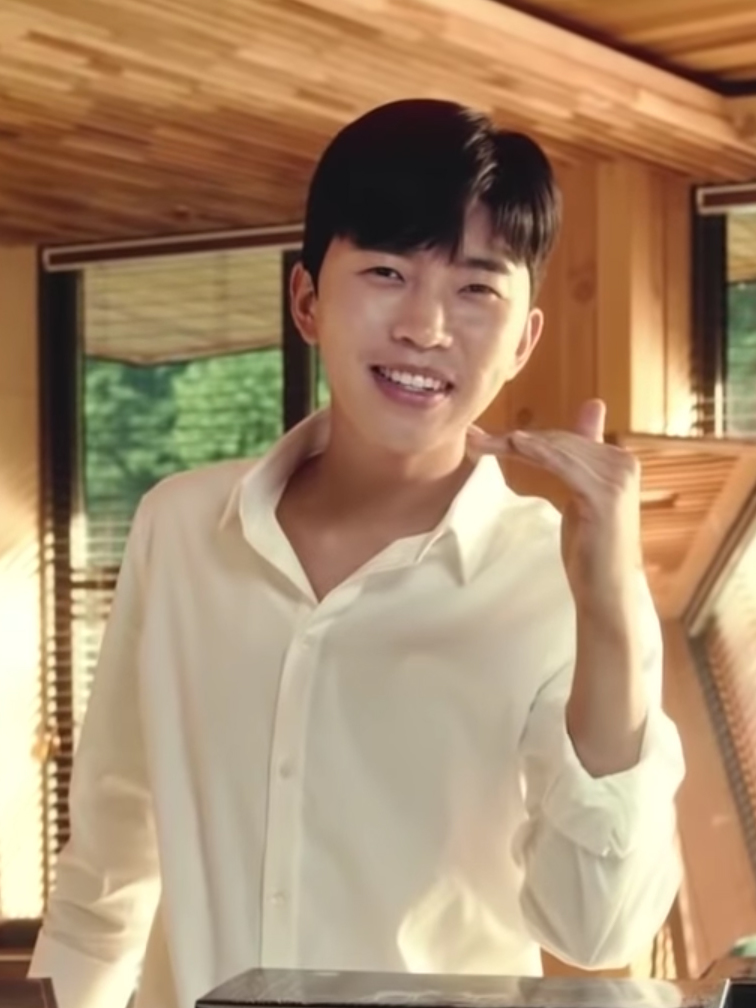
لیم یونگ وونگ (۲۰۲۰–۲۴)
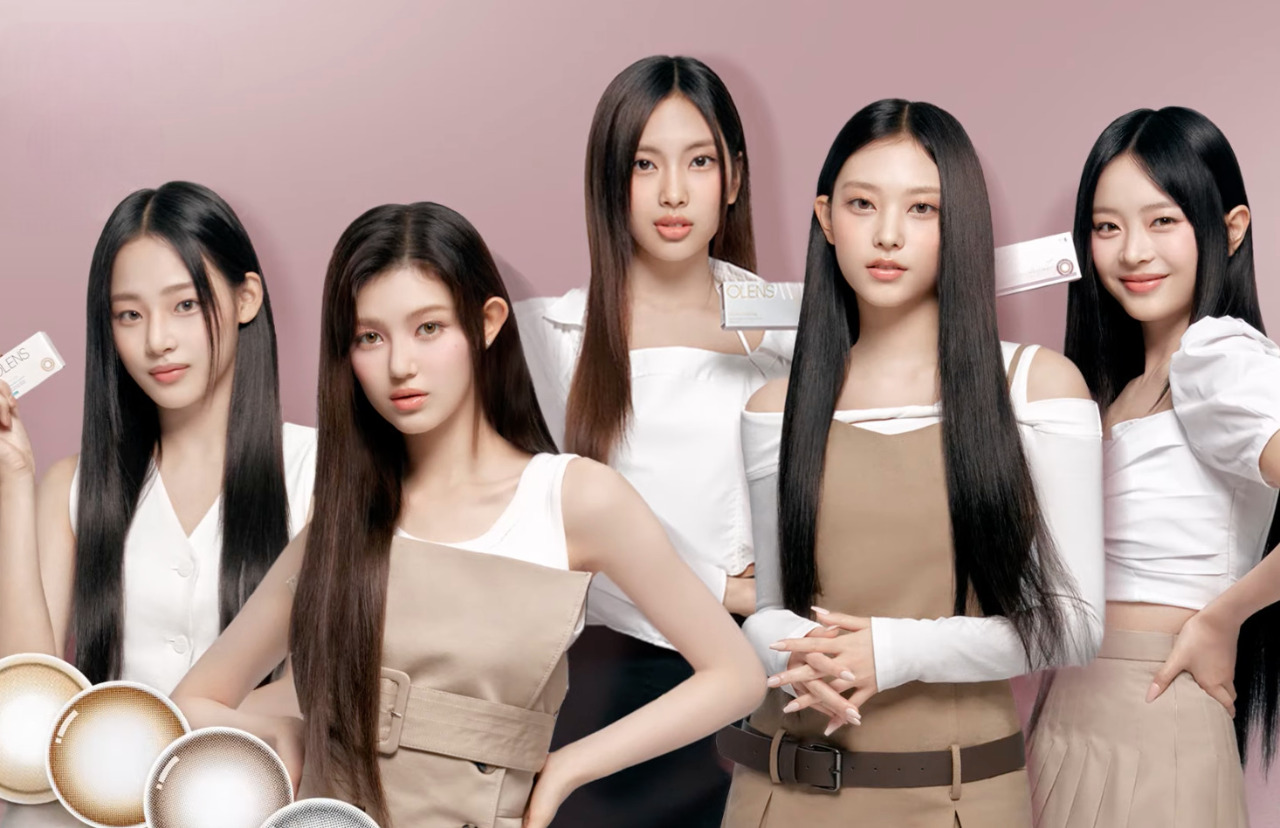
نیوجینز (۲۰۲۳-۲۴)